# 中炬高新
中炬高新技术实业（集团）股份有限公司（上交所：600872），简称中炬高新，是中华人民共和国的一家产业投资及开发区建设管理企业，成立于1989年10月。公司成立时主要负责中山火炬高技术产业开发区的开发、投资、建设和综合管理，是由中山火炬开发区管委会实际控制的国有企业；2015年宝能集团旗下企业宣布投资中炬高新，至2019年3月实际控制人由中山火炬开发区管委会变更为宝能集团创始人兼董事长姚振华，故事实上已转为民营企业。旗下拥有子公司广东美味鲜调味食品有限公司（即厨邦品牌调味品的品牌所有人）。

## 历史
中炬高新的前身为1989年10月成立的中山火炬高新技术产业开发总公司，当时主要负责国务院中山火炬高技术产业开发区的开发、投资、建设和综合管理，经营范围包括开发区内的基础设施建设、房地产开发，兴办生产经营高新科技产品的“三资企业”和开展“三来一补”业务以及为开发区内企业提供技术咨询等服务。1992年8月28日，广东省企业股份制试点联审小组办公室和广东省体改委同意中山火炬高新技术产业开发总公司进行股份制试点。同年12月30日经广东省企业股份制试点联审小组办公室和广东省体改委批准，由中山火炬高新技术产业开发总公司牵头，联合七家公司共同发起，在改组原中山火炬右新技术产业开发总公司的基础上组建成立中山火炬高新技术实业股份有限公司。1994年6月9日，火炬高新经中国证监会批准向社会公开发行股票，1995年1月24日在上海证券交易所挂牌交易，是首个全国国家级开发区的上市公司，同时也是中山市首家上市公司。
1998年12月5日，該公司以6963.46万元人民幣，收購中山市美味鲜食品总厂（广东美味鲜调味食品有限公司前身）所有股權，自此进入调味品行业并逐步成为主要业务板块。2000年11月收购中港客运联营有限公司60%股权，后于2009年将股权出售予岐江公司。其股权出售原因是港珠澳大桥通车后，中港客运经营环境将发生较大的变化，其资产可能会出现贬值。
2001年12月，中炬高新及相关中介机构涉嫌虚假陈述，被中国证监会调查。中国证监会的调查认为，中炬高新在1999年至2001年年报存在虚假记载，中山火炬集团及工业联合公司存在重大关联关系，工业联合公司为帮助中炬高新达到配股资格，通过隐瞒关联方关系的方式先后三次进行虚假土地转让交易。2003年12月31日，中国证监会下发行政处罚决定书。中炬高新存在虚构销售收入等违法事实，证监会对中炬高新及公司原董事长冯梳胜等人均作出处罚。此后，自2020年9月起，工业联合公司以中炬高新未履行前述三份土地使用权转让合同为由，捏造事实，向人民法院提起建设用地使用权转让合同纠纷案件并申请财产保全，冻结了中炬高新的土地及资金。工业联合公司在明知双方当年系虚假交易、不存在相关法律关系的情况下，以此为由提起三起民事诉讼。法院判决中炬高新公司败诉，而工业联合公司的行为涉嫌虚假诉讼。

### 股权与控制权之争
2015年4月，宝能集团旗下前海人寿宣布投资中炬高新，成为其第二大股东，最初的持股比例为5.02%。此次事件被认为是宝能系与火炬系股权争夺战的开始，被业界称为“宝火之争”。至2016年，前海人寿以24.92%的持股比例，成为中炬高新第一大股东。2018年9月7日，前海人寿将24.92%股权转让予同为宝能系控制的中山润田。2019年3月，中炬高新实际控制人由中山火炬开发区管委会变更为姚振华（事实上已转为民营企业），姚振华通过中山润田间接持有中炬高新24.92%股权。中山火炬开发区管委会开具的《情况说明》也认定，中炬高新不再属于由中山火炬开发区管委会实际控制的企业，属于国有参股性质企业。2018年11月15日，公司完成董事会的换届选举。第九届董事会九名成员中，4人由中山润田推荐，2人由火炬集团推荐，其余3人为独立董事。
2021年8月开始，随着宝能系的债务危机，宝能系持有的中炬高新股份不断被司法拍卖，导致被动减持。2021年6月，中山润田曾计划在12个月内，通过上海证券交易所交易系统增持中炬高新不低于1%股权。2022年，中山润田增持计划实施期限届满，但由于缺乏资金，仅增持了67万股，占公司总股本的0.08%，中山润田因此还收到广东证监局的警示函。截至2023年6月7日，中山润田持有的中炬高新股份仅剩7396万股，持股比例为9.42%，退居第二大股东。而中山火炬集团也开始反击，连续多次增持中炬高新。增持后，火炬集团及其一致行动人的持股比例达到19.65%（截至2023年5月30日），重回第一大股东地位。
进入2023年7月，“宝火之争”进一步升级。7月7日，中炬高新公告称，监事会将于24日自行召集临时股东大会，审议罢免公司董事长何华等四名董事、表决现第一大股东提名的董事人选等在内的多项议案。拟被罢免的四名董事均有宝能系背景。一旦四名董事被罢免成事，宝能系将失去中炬高新的控制权。7月12日，中山润田公开举报“火炬系”企业，举报信中称，火炬工业联合公司存在以虚假合同起诉，伙同火炬集团及其一致行动人实施涉嫌虚假诉讼、操纵证券市场等犯罪行为，对约6.7万名投资者造成约500亿元的经济损失。火炬工业联合公司不久回应表示，中山润田罔顾事实和法律，于官网发布举报是“肆意抹黑、捏造、歪曲事实”，其目的在于干扰上市公司董事会改组，扰乱上市公司经营秩序，损害股东权益。而上交所也于7月12日晚下发监管工作函，要求中山润田遵守信息披露原则谨慎发言。
2023年7月15日，中炬高新发布公司2023年半年度业绩预亏公告，预计2023年半年度归属于上市公司股东的净利润为-13.92亿元至-14.92亿元，同比下降544.73%至576.68%。预亏的主要原因是与中山火炬工业联合有限公司的土地合同纠纷。业绩报告发布后，先后有总经理李翠旭、董事会秘书及副总经理邹卫东、副总经理李建等高管辞职或被免职。
2023年7月17日，在召开临时股东大会前，中炬高新召开董事会会议，新任命总经理、副总经理等高管，均有宝能系背景。其中邓祖明任总经理，孔令云、秦君雪任副总经理，张弼弘免去副总经理兼财务负责人职务。对于新任命高管的议案，有三名董事提出反对，认为副总经理未经提名直接聘任，不符合《公司章程》规定；总经理辞职，罢免副总再任副总，妨碍公司发展，对中小股东极不负责任；另外三位人员均有宝能系背景，没有相关行业从业经验，任职能力存疑。另有一名董事认为审议时间太短，程序不合法。7月18日，中炬高新表示，鉴于场地条件和安全保障，股东大会会议地点变更为中山火炬国际会展中心二楼会议厅。
2023年7月19日下午6时左右，姚振华在得知中炬高新日常管理工作出现重大纰漏的相关情况后，抵达中炬高新总部调研生产经营情况。姚振华向保安报告身份后，被保安以“要请示上级领导”为由拒绝进入，双方僵持十多分钟。中山润田认为“相关股东在背后打招呼，故意暗中使绊子”，意图瘫痪公司的正常生产经营工作。中炬高新随后回应称，姚振华进场时未有预约，且未出示相关身份证明，现场安保值班人员也并未收到公司高管（含董事会新任命的三名高管）提出将有访客进入厂区的指示。7月22日深夜，宝能集团人力资源管理中心总经理助理秦君雪带队到中炬高新厂区门口，意图更换中炬高新现有的保安队。双方对峙后有人报警，随后警察到现场维稳。翌日早上，中炬高新厂区门口恢复平稳。而宝能带去的新保安队，也未能成功接管原来的保安队。中炬高新也在官网回应此次事件，强调该行为并无合法的公司流程审批，且已对公司的正常生产经营和人员、财产安全造成极大的威胁，形容此次事件是一起严重的群体性治安事件，并保留法律追究的权利。另外，中炬高新于23日发布公告称，邓祖明因个人原因辞去总经理职务。此次辞职距上任仅过去五天。与此同时，中炬高新独立董事秦志华通过非上市公司信息披露渠道发布《中炬高新独立董事关于临时股东大会的公告》，提议召开临时股东大会表示担忧，建议推迟召开。秦志华表示，在关于临时股东大会的独立董事意见栏，自己已经明确表示反对。中炬高新国资股东中山火炬工业集团发表声明称，中炬高新独立董事李刚及秦志华的言论丧失了“客观中立立场”。
2023年7月24日，中炬高新2023年第一次临时股东大会召开，大会所在的中山火炬会展中心设有多道安防，拒绝媒体进入采访。此前宝能集团发布的会议“决议”提出，鉴于7月6日临时监事会召集股东会存在“严重违法违规问题”，且7月24日的临时股东大会的四项议案严重违反《公司法》及《公司章程》，因此拟由上市公司发布公告取消7月24日临时股东会，待诉讼相关事项落定后再行召开。该“决议”还称，因公司总经理邓祖明因个人原因离职，拟由副总经理秦君雪代为行使中炬高新总经理职务，直至董事会聘任新的总经理为止。不过“决议”文件没有公司印章，其文件真实性存疑，有律师认为“决议”内容无效，原因是董事会无法阻止股东行使权利。此外，有多个宝能系公司债权人前往现场，称要等待姚振华。尽管受到宝能系的阻挠，此次股东大会仍正常举行，但宝能系高管无人参会。根据议案，股东大会将审议罢免4名“宝能系”董事以及选举4名新任董事，有1342名股东以现场记名和网络投票形式参与投票，占全部股票的67.6%。关于罢免4名董事的议案均获得通过，至此“宝能系”失去了董事会席位。而梁大衡等三名具有“火炬系”背景的董事提名获得通过，另一名具有“火炬系”背景的董事候选人刘锗辉未能当选。不过宝能集团同日晚发表声明，声称临时股东大会“违法违规”，“无效”，并声称“原有董事将继续履职”。中山火炬集团回应称，中山润田由于近年来出现严重的债务危机，为缓解其债务压力，利用其在董事会的优势地位，做出了一系列有损于上市公司和广大投资者利益的行为，已不适合继续掌控上市公司。同日，中炬高新召开董事会会议，会上选举余健华为董事长，并免去田秋副总经理、董事会秘书职务，免去孔令云副总经理、财务负责人职务，免去秦君雪副总经理职务，成立董事会执行委员会。而上交所也因此事第二次向中炬高新下发监管工作函，再次要求上市公司主要股东须遵守信息披露原则。

## 业务

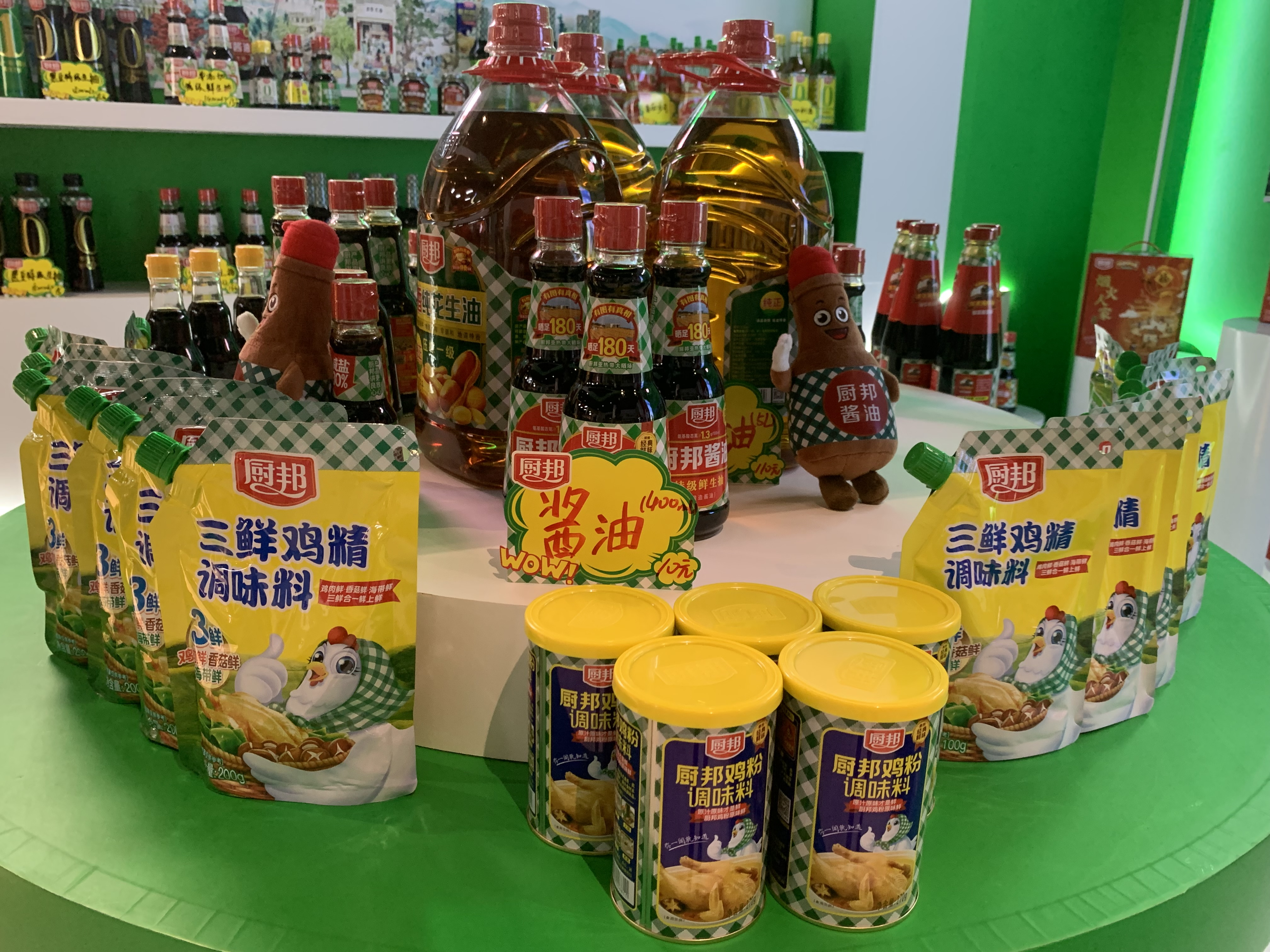
厨邦品牌产品

中炬高新主营业务包括调味食品、园区运营及城市开发等，拥有中山火炬高技术产业开发区厂房、宿舍、商业配套等总计18.5万平方米的物业项目。其收入绝大多数来源于调味食品业务，旗下拥有美味鲜公司（中山）和厨邦公司（阳江）两家生产企业，其拥有的“厨邦”品牌是中国大陆市占率第二的酱油品牌，仅次于海天味业。旗下美味鲜公司的历史可追溯至1925年在香山县石岐建立的泰茂酱园，是香山第一个酱料生产商。1956年，石岐十余家酱园实行公私合营，整合后的企业定名为公私合营石岐酱料厂，1958年更名为地方国营石岐酱料厂，1989年更名为中山市美味鲜食品总厂，2000年6月公司化改为现名。2010年10月，美味鲜在中山火炬开发区启用新厂房。厨邦酱油曾与演员李立群签约成为形象代言人，其广告词“晒足180天”深入人心。在2022年上海封城期间，李立群通过抖音账号宣传介绍厨邦系列产品。其后因与李立群合约到期，改由相声演员岳云鹏代言。
另外中炬高新曾从事动力电池的生产，2012年公司宣布终止扩产计划。